# Ukkusiip Tasersua
L'Ukkusiip Tasersua è un lago della Groenlandia. Si trova poco distante dalla costa del Mare del Labrador, a 60°45'N 45°27'O; appartiene al comune di Kujalleq.